# Benjamin Rolle
Benjamin „bencb789“ Rolle (* 3. února 1989) je německý profesionální pokerový hráč a zakladatel poker-tréninkové stránky Raise Your Edge. Jeho hra a výsledky jej proslavily hlavně v on-line herním prostoru.

## Osobní život
Rolle pochází z německého města Chotěbuz. V dětství hrál fotbal za místní Energie Cottbus, později působil v okresní lize. Žije ve Vídni, kde provozuje svou pokerovou školu Raise Your Edge. Ta prodává pokerové kurzy, pořádá on-line webináře či propojuje studenty s pokerovými mentory. Svou identitu Rolle odhalil až v červnu 2019 jako součást videa na YouTube.

## Pokerová kariéra

### On-line
Rolle hraje online pod přezdívkami bencb789 (PokerStars), patience (partypoker) a RYE_bencb789 (Natural8). Na GGPoker používá své skutečné jméno. Je považován za jednoho z nejlepších světových hráčů on-line pokerových turnajů No Limit Hold'em a během své kariéry vyhrál řadu turnajů. Svých největších úspěchů dosáhl na platformě PokerStars.
V květnu 2014 vyhrál turnaj na jarním mistrovství online pokeru (SCOOP) hostovaném PokerStars a získal tak necelých 250 000 amerických dolarů.
Během mistrovství světa online pokeru (WCOOP) v polovině září 2016 vyhrál turnaj s v té době rekordním buy-inem 102 000 amerických dolarů.
Úspěch také slavil výhrou v Super High Roller Bowl Online v červnu roku 2020 na herně Partypoker, kde zvítězil nad 27 dalšími hráči. Po dohodě u finálového stolu s Fedorem „CrownUpGuy“ Holzem bylo mezi těmito dvěma hráči rozděleno 1,2 milionu amerických dolarů. 
Během WCOOP 2018 se Rolle umístil na druhém místě ve 5200USD High-roller turnaji, a vyhrál tak zhruba 190 000 USD. 
Mezi jeho největší úspěchy, a to hlavně z roků 2020-2021, patří mnohá umístění na finálových stolech pravidelných GGPoker High-roller turnajů s buy-iny 10 000 až 25 000 USD.
Na platformě PokerStars vydělal v multi-table turnajích a turnajích formátu sit-and-go více než 34 milionů amerických dolarů. Od srpna 2021 je členem Team PokerStars Pro.

### Živý poker
Rolle je na živých turnajích k vidění jen zřídka.
Zahrál si v červnu 2015 na World Series of Poker, jenž se pravidelně pořádá v Las Vegas.
Rolle byl v Barceloně na mistrovství PokerStars v srpnu 2017.